# .gt

Vlag van Guatemala

.gt is het achtervoegsel van domeinnamen van Guatemala. Het domein werd 14 augustus 1992 goedgekeurd en wordt sindsdien beheerd door de Universidad del Valle de Guatemala.

## Eigenschappen
Aanvankelijk konden domeinnamen alleen worden geregistreerd onder een secondleveldomein, waaronder .com.gt voor bedrijven of .ind.gt voor particulieren. In 2009 hief het register deze beperking op, zodat adressen ook direct onder .gt geregistreerd konden worden. De tot dan toe ingestelde second-level domains bestaan echter nog steeds. In totaal mag een .gt-domein tussen de 3 en 63 tekens lang zijn en alleen alfanumerieke tekens bevatten.
.gt behoort tot de eerste negen adressen die in 2001 door het arbitrageproces van de World Intellectual Property Organization werd erkend.